# Вуайеризм
Вуайери́зм (фр. voyeurisme от voir «видеть»), или визиони́зм (лат. viso «глядеть, смотреть»), — сексуальная девиация, характеризуемая побуждением подглядывать за людьми, занимающимися сексом или «интимными» процессами: раздевание, принятие ванны или душа, мочеиспускание. Вуайеризм в большинстве случаев связан с тайным наблюдением за другим человеком.
Вуа́йер, вуайери́ст — человек, который этим занимается.
В случае, если вуайеризм вызывается не естественным стремлением к новым впечатлениям, а является навязчивым состоянием, вытесняет другие формы половой жизни, он признаётся заболеванием, относящимся к категории расстройств сексуального предпочтения.

## Вуайеризм у детей
Желание подглядывать за половыми актами, обнажёнными половыми органами наблюдается у четверти детей дошкольного возраста, а в возрасте от 7 до 11 лет такое влечение наблюдается у каждого третьего мальчика и примерно у 6 % девочек. Такого рода случаи — процесс формирования сексуальности у детей. Ребёнок в этом возрасте рассматривает других с точки зрения познания, а не получения удовольствия.

## Перверсный вуайеризм
Перверсный вуайеризм представляет собой явление навязчивого желания, которое вызывает тревожное состояние, мазохистское и садистское поведение. Чаще всего у женщин-вуайеристок наблюдаются садистские наклонности особой жестокости. У вуайеристов часто наблюдаются эксгибиционистские наклонности. В процессе наблюдения за чужими половыми органами у них может появиться желание продемонстрировать свои.

## Психо-вуайеризм

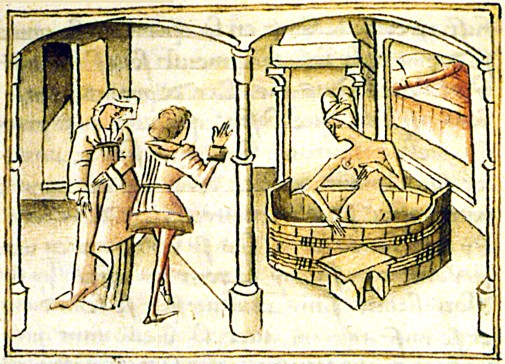
Как граф де Форез подсматривал за красавицей Ориантой. Фрагмент из «Романа о Фиалке или о Жераре Неверском» (1227—1230 годы). Королевская библиотека Бельгии

Психо-вуайеризм представляет собой один из типов психических расстройств, которые относятся к понятию парафилия. Зачастую такие явления можно охарактеризовать как повторяющиеся сексуальные фантазии, действия, поступки, которые причиняют беспокойство, боль, а также действия, направленные на причинение страданий, способствующие собственному унижению или партнёра. Понятие «парафилия» включает в себя такие явления, как эксгибиционизм, педофилия, фетишизм, мазохизм, вуайеризм, зоофилия и т. п.
Фильм «Эксперимент „Повиновение“» является одним из наиболее ярких примеров событий, которые можно охарактеризовать с точки зрения психо-вуайеризма и виртуального вуайеризма.
Главным героем реальной истории, которая легла в основу этого фильма, является Дэвид Стюарт. В момент совершения ряда преступлений (1992—2004) он работал в исправительном учреждении в штате Флорида. Дэвид звонил управляющим супермаркетами, а также управляющим заведениями общественного питания, которые располагались в основном в отдалённых городках. Представившись офицером полиции, преступник требовал обыскать подчинённых на наличие наркотических веществ, присвоенных себе из кассы денег, а также ворованных продуктов. Дэвид следил за последующими событиями с помощью камер видеонаблюдения.

## Критика
Согласно мнению Екатерины Батаевой, доцента кафедры социологии Харьковского гуманитарного университета, сейчас наблюдается стремление многих познать процессы, происходящие в личной жизни звёзд. Человек посредством отслеживания соответствующих новостных материалов пытается проникнуть в чужую жизнь. Во всём этом выражается понятие «вуайеризм».

Человек, следящий за частной жизнью окружающих его людей, способен лишь видеть. Взгляд вуайера трансгрессирует его тело-глаз, размещаясь на поверхности созерцаемого. Видеоман/вуайер — идеальная фигура постмодерной визуалистики, реализующая прагматику взгляда, превращающая тело в жадный и ненасытный акт видения.
П. Бурдьё в своём произведении «О телевидении и журналистике» говорит о телевуайеризме:

Телевидение… льстит этим вкусам и эксплуатирует их с целью завоевания большей аудитории, но предлагает телезрителям примитивную духовную пищу, образцом которой являются ток-шоу, биографические исповеди, выставляющие напоказ без всякого стеснения пережитое, часто носящее экстремальный характер и способное удовлетворить страсть к своеобразному вуайеризму и эксгибиционизму.
К. Метц в своём произведении «Воображаемое означающее. Психоанализ и кино» говорит о понятии «зрительский вуайеризм»:

…институция кино предписывает зрителям неподвижность и молчание, зритель скрыт, находится постоянно в неподвижном и сверхрецептивном состоянии, он счастлив и отчуждён, акробатически связан с самим собой невидимой нитью зрения и начинает воспринимать себя в качестве субъекта лишь в последний момент, благодаря парадоксальной идентификации со своей собственной, уменьшенной до одного только зрения личностью.
Психолог-аналитик Андрей Можаров считает, что классические вуайеристы, а именно те, кто подглядывают через замочную скважину, трансформировались в любителей порно.

Классическое подглядывание в замочную скважину — старо как мир. Сейчас это могут быть бинокли, камеры и т. д. Таких вуайеристов можно назвать классическим типом. Современный тип не такой, он постепенно трансформировался в любителя виртуального подглядывания, то есть любителя порно. Это особый вид порнографии, который имеет аналогичное название и содержит видео-материалы снятые скрытой камерой. Давайте остановимся на, так сказать, «истинных вуайеристах». К ним относятся такие личности, чей основной способ удовлетворения сексуального желания связан с тайным подглядыванием за обнажёнными людьми в процессе их переодевания, принятия душа, оправления естественных потребностей, в процессе занятия сексом. Соответственно, если речь идёт о том же способе, но при просмотре подобных сцен на видео, в интернете, то можно говорить о категории «виртуальных вуайеристов».